# محمد بن الحسن بن زين الدين العاملي
الشيخ محمد ابن الشيخ حسن صاحب المعالم ابن الشهيد الثاني العاملي.
عالم دين شيعي، من جبل عامل، أديب وشاعر.

## أسرته
1. جدّه: الشهيد الثاني العاملي
2. والده: الشيخ حسن صاحب المعالم
3. أخوه: الشيخ علي بن حسن بن زين الدين العاملي[2]، لقبه زين الدين وكنيته أبوالحسن وهو أكبر من الشيخ محمد صاحب الترجمة و له إجازة من زالده الشيخ الشيخ حسن صاحب المعالم.
4. ابنه، الشيخ علي بن محمد بن حسن بن الشهيد الثاني
5. ابنه الآخر، الشيخ زين الدين بن محمد بن الحسن بن الشهيد الثاني: يأتي ضمن فقرة تلامذته.
6. حفيده : الشيخ علي بن زين الدين بن محمد بن الحسن بن الشهيد الثاني[3]، كان حيا عام 1089 هجرية، درس على عمه الشيخ علي بن محمد بن حسن بن الشهيد الثاني، سكن في أصفهان، وله حاشية على تمهيد القواعد وله شرح الصحيفة السجادية.

## أساتذته
قرأ على مشايخ زمانه وقد تنقل بين جبل عامل ومكة المكرمة وكربلاء، وأبرز أساتذته:
1. والده الشيخ حسن صاحب المعالم.
2. السيد محمد بن علي بن أبي الحسن الموسوي العاملي
3. ميرزا أحمد بن علي الاسترابادي

## من تلامذته
من تلامذته:
1. الشيخ أحمد بن علي النباطي العاملي: له شرح على الاستبصار أسماه (استقصاء الاستبصار).[5]
2. ابنه الشيخ زين الدين بن محمد بن الحسن بن الشهيد الثاني: ولد عام 1009 هجرية واختُلف في تاريخ وفاته بين الأعوام 1062 أو 1064 أو 1074 هجرية. درس على والده الشيخ محمد حسن صاحب المعالم وعلى الشيخ البهائي، وجاور بمكة فترة ومات فيها ودفن هناك، وهو من أساتذة الحر العاملي.[6]
3. الشيخ علي بن محمود العاملي المشغري: درس على الشيخ محمد بن علي الحرفوشي وعلى الشيخ محمد بن علي التبنيني كما ودرس على الشيخ محمد بن حسن صاحب المعالم، وهو خال والد صاحب الوسائل. من مصنفاته ( رسالة الإنكار في مسألة الدار)، (رسالة في الفصر) ، ( رسالة في الدراية) ، ( رسالة في العروض) و (رسالة في المنطق).[7]
4. الشيخ أحمد بن أحمد بن يوسف السوادي العاملي العيناتي: من تلامذة الشيخ محمد بن حسن صاحب المعالم، كان حيا عام 1021 هجرية.[8]
5. الشيخ محمد بن جابر بن عباس النجفي المشغري العاملي.[9]

## مؤلفاته
له كتب كثيرة منها:
1. شرح تهذيب الاحكام
2. شرح الاستبصار؛ اسمه استقصاء الاعتبار طبع سبعه مجلدات منه فی قم.
3. حاشية على شرح اللمعة مجلدان إلى كتاب الصلح.
4. حاشية المعالم.
5. حاشية أصول الكافي.
6. حاشية الفقيه.
7. حاشية المختلف.
8. شرح الاثنى عشرية لابيه.
9. حاشية المدارك.
10. حاشية المطول.
11. كتاب روضة الخواطر ونزهة النواظر.
12. رسالة في تزكية الراوي.
13. رسالة التسليم في الصلاة.
14. رسالة للتسبيح والفاتحة فيما عدا الأوليين وترجيح التسبيح.
15. كتاب مشتمل على مسائل وأحاديث.
16. كتاب مشتمل على مسائل جمعها من كتب شتى.
17. حاشية كتاب الرجال لميرزا محمد.
18. ديوان شعري جمع فيه أشعاره
19. رسالة سماها تحفة الدهر في مناظرة الغنى والفقر.

## شعره
له شعر كثير وحسن، منه هذه القصيدة في رثاء الحسين بن علي:
كيف ترقى دموع أهل الولاء * * * والحسين الشهيد في كربلاء
جده المصطفى الأمين على * * * الوحي من الله خاتم الانبياء
وأبوه أخو النبي علي * * * آية الله سيد الاوصياء
أمه البضعة البتول أخوه * * * صفوة الأولياء والاصفياء
يالها من مصيبة أصبح الدين * * * بها في مذلة وشقاء
ليت شعري ما عذر عبد محب * * * جامد الدمع ساكن الأحشاء
وابن بنت النبي أضحى ذبيحا * * * مستهاما مرملا بالدماء
وحريم الوصي في أسر ذل * * * فاقدات الآباء والأبناء
وعلي خير العباد أسير * * * في قيود العدى حليف العناء
مثل هذا جزاء نصح نبي * * * كل عن نعته لسان الثناء
أسس السابقون بيعة غدر * * * وبنى اللاحقون شر بناء
حرفوا بدلوا أضاعوا أقاموا * * * بدعا بالعناد والشحناء
واستبدلوا بامرة نصبوها * * * شركا للائمة النجباء
منعوا فاطم البتول تراثا * * * من أبيها بفاسد الآراء
يانبي الوحي لا يخفف وجدا * * * نالنا من شماتة الأعداء
غير ذي الامر نور وحي آله * * * حجة الله كاشف الغماء
لهف نفسي على زمان أرى فيه مزيلا لدولة الاشقياء
أترى يسمح الزمان بهذا * * * ويحوز الراجون خير رجاء

## وصلات خارجية
- بغية المريد في أحوال الشيخ الشهيد زين الدين الجبعي العاملي وفيه ذكر لحفيده الشيخ محمد بن حسن بن زين الدين